# Oryphantes cognatus
Oryphantes cognatus là một loài nhện trong họ Linyphiidae.
Loài này thuộc chi Oryphantes. Oryphantes cognatus được Andrei V. Tanasevitch miêu tả năm 1992.